# 派克鎮區 (印地安納州沃倫縣)
派克鎮區（英語：Pike Township）是位於美國印地安納州沃倫縣的一個行政鎮區。

## 地方資料
根據2010年美國人口普查的數據，派克鎮區的面積為45.50平方千米，當中陸地面積為45.00平方千米，而水域面積為0.50平方千米。當地共有人口418人，而人口密度為每平方千米9.19人。